# سامانه پارک خودکار خودرو

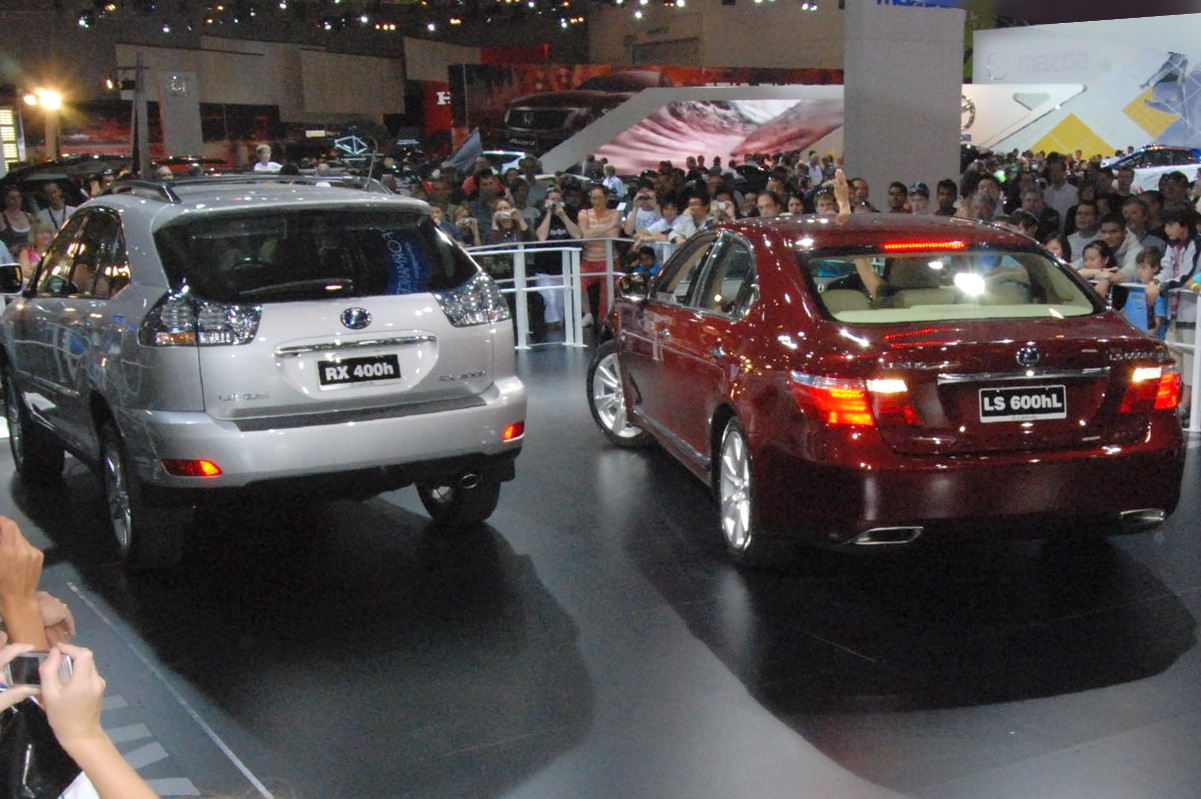
سامانه پارک خودکار خودرو

سامانه پارک خودکار خودرو (انگلیسی: Automatic parking) به هر نوع سازوکار طراحی شده برای پارک کردن خودرو به صورت خودکار در کنار خیابان یا محل توقف گفته می شود.
در ابتدای دهه ۱۹۹۰ میلادی نخستین تلاشها توسط شرکت فرانسوی LIGIER برای ایجاد سامانه خودکار پارک خودرو بر روی یک خودرو برقی صورت گرفت. شرکت تویوتا در سال ۲۰۰۳ خودروی پریوس را عرضه کرد که مجهز به سامانه خاصی برای پارک خودکار خودرو در کنار خیابان بود. شرکت جیپ نیز در سال ۲۰۱۴ سامانه‌ای با نام ParkSense برای پارک خودکار خودرو ارائه کرد. 